# Stephen Lee
Stephen Lee (ur. 12 października 1974 w Trowbridge, hrabstwo Wiltshire) – angielski snookerzysta. Plasuje się na 48. miejscu pod względem zdobytych setek w profesjonalnych turniejach, ma ich łącznie 184.

## Kariera
W gronie zawodowych snookerzystów od 1992 roku.
Uchodzi za jednego z najlepiej technicznie grających zawodników. Mistrz Anglii amatorów, w 1992 został snookerzystą zawodowym. Do 2010 odniósł cztery zwycięstwa w turniejach rankingowych; wygrał Grand Prix 1998 (pokonał w finale Marco Fu), pierwszą edycję LG Cup 2001 (w finale z Peterem Ebdonem), Regal Scottish 2002 (w finale z rewelacją turnieju, Davidem Grayem), Welsh Open 2006 (w finale z Shaunem Murphym).
Wygrał także turniej Millenium Cup w Hongkongu w 1999, po zwycięstwach nad Stephenem Hendrym w półfinale oraz Ronniem O’Sullivanem w finale. W 2000 był składzie angielskiej reprezentacji, która zdobyła Puchar Narodów.
W 2003 po raz pierwszy dotarł do półfinału mistrzostw świata, pokonawszy po drodze Steve’a Davisa, Jimmy’ego White’a i Marca Fu; uległ późniejszemu zwycięzcy, Markowi Williamsowi. W 2008 Lee zagrał w finale rankingowego turnieju SAGA Masters, w którym uległ Markowi Selby’emu.

## Dyskwalifikacja
Po przesłuchaniach, które miały miejsce przed komisją dyscyplinarną WPBSA Stephen Lee został uznany winnym naruszenia regulaminu tej organizacji z powodu brania udziału w ustawianiu wyników meczów ze swoim udziałem i czerpania z tego tytułu korzyści finansowych. Zarzuty dotyczyły siedmiu meczów rozegranych pomiędzy 2008 i 2009 w następujących turniejach:
- Malta Cup 2008
- UK Championship 2008
- China Open 2009
- Mistrzostwa świata 2009

W dniu 24 września 2013 roku Stephen Lee został skazany na 12 lat dyskwalifikacji licząc od 12 października 2012 roku oraz zwrot kosztów postępowania dyscyplinarnego w kwocie 40 000 GBP. Oznacza to, iż do gry będzie mógł powrócić w dniu swoich 50 urodzin.

## Statystyka zwycięstw

### Turnieje rankingowe
- Grand Prix/LG Cup – 1998, 2001
- Scottish Open – 2002
- Welsh Open – 2006

### Turnieje drużynowe
Puchar Narodów z drużyną Anglii – 2000
- Do końca sezonu 2010/2011 na swoim koncie zapisał 155 breaków stupunktowych.